# Honey (canção de L'Arc~en~Ciel)
"Honey" é o décimo primeiro single da banda japonesa L'Arc~en~Ciel, incluído no álbum Ray. Foi lançado simultaneamente com "Shinshoku~Lose Control~" e "Kasou" em 8 de julho de 1998. A música foi tema do programa de televisão da TBS Super Soccer.
O dia de lançamento de "Honey" foi o mesmo do single "Home" do duo B'z. O B'z já tinha 20 singles número um consecutivos nas paradas semanais da Oricon Singles Chart, se aproximando do recorde de 24 singles de Seiko Matsuda. "Honey" vendeu mais de 544,000 cópias na primeira semana, mas "Home" estreou na primeira posição vendendo mais de 559.000 cópias. No entanto, "Honey" liderou as paradas da Oricon na semana seguinte e permaneceu na parada por 33 semanas. No mês de lançamento, foi certificado disco de platina dupla pela RIAJ por vender mais de 800 mil cópias, depois avançou para milhão e então para platina tripla. Foi o quarto single mais vendido de 1998 no Japão, com 1,173,440 cópias no total, e é o single mais vendido da banda.

## Faixas
Todas as faixas escritas e compostas por Hyde. 
| N.º            | Título         | Duração |  |
| 1.             | "Honey"        | 3:47    |  |
| Duração total: | Duração total: | 3:47    |  |

## Ficha técnica
- Hyde – vocais
- Ken – guitarra
- Tetsu – baixo
- Yukihiro – bateria

## Desempenho
| Parada (1998) | Melhor posição |
| ------------- | -------------- |
| Oricon        | #1             |